# Israele ai Giochi della XXXII Olimpiade
Israele ha partecipato ai Giochi della XXXII Olimpiade, che si sono svolti a Tokyo, Giappone, dal 23 luglio all'8 agosto 2021 (inizialmente previsti dal 24 luglio al 9 agosto 2020 ma posticipati per la pandemia di COVID-19) con novanta atleti, cinquantacinque uomini e trentacinque donne.
Si è trattata della diciassettesima partecipazione di questo paese ai Giochi estivi.

## Medaglie
| Riepilogo quotidiano | Riepilogo quotidiano | Riepilogo quotidiano | Riepilogo quotidiano | Riepilogo quotidiano | Riepilogo quotidiano | Riepilogo quotidiano |
| -------------------- | -------------------- | -------------------- | -------------------- | -------------------- | -------------------- | -------------------- |
| Giorno               | Data                 |                      |                      |                      | Totale               |                      |
| 1º                   | 24                   | 0                    | 0                    | 1                    | 1                    |                      |
| 8º                   | 31                   | 0                    | 0                    | 1                    | 1                    |                      |
| 9º                   | 1°                   | 1                    | 0                    | 0                    | 1                    |                      |
| 15º                  | 7                    | 1                    | 0                    | 0                    | 1                    |                      |
| Totale               | Totale               | 2                    | 0                    | 2                    | 4                    |                      |

### Medagliere per disciplina
| Sport      | Oro | Argento | Bronzo | Totale |
| ---------- | --- | ------- | ------ | ------ |
| Ginnastica | 2   | 0       | 0      | 2      |
| Judo       | 0   | 0       | 1      | 1      |
| Taekwondo  | 0   | 0       | 1      | 1      |
| Totale     | 2   | 0       | 2      | 4      |

### Medaglie
| Medaglia | Nome | Sport                | Evento                |
| -------- | --- | -------------------- | --------------------- |
| Oro      | Artem Dolgopyat | Ginnastica artistica | Corpo libero maschile |
| Oro      | Linoy Ashram | Ginnastica ritmica   | Concorso individuale  |
| Bronzo   | Avishag Semberg | Taekwondo            | 49 kg femminile       |
| Bronzo   | Nazionale di judo di Israele: Tohar Butbul Raz Hershko Li Kochman Inbar Lanir Sagi Muki Timna Nelson-Levy Peter Paltchik Shira Rishony Or Sasson Gili Sharir Baruch Shmailov | Judo                 | Squadre miste         |

## Delegazione
| Sport             | Uomini | Donne | Totale |
| ----------------- | ------ | ----- | ------ |
| Atletica leggera  | 3      | 6     | 9      |
| Badminton         | 1      | 1     | 2      |
| Baseball          | 24     | -     | 24     |
| Canottaggio       | 1      | 1     | 2      |
| Equitazione       | 2      | 2     | 4      |
| Ginnastica        | 2      | 8     | 10     |
| Judo              | 6      | 6     | 12     |
| Nuoto             | 10     | 3     | 13     |
| Nuoto artistico   | -      | 2     | 2      |
| Sollevamento pesi | 1      | 0     | 1      |
| Surf              | 0      | 1     | 1      |
| Taekwondo         | 0      | 1     | 1      |
| Tiro              | 1      | 0     | 1      |
| Tiro con l'arco   | 1      | 0     | 1      |
| Triathlon         | 2      | 0     | 2      |
| Vela              | 1      | 4     | 5      |
| Totale            | 55     | 35    | 90     |